# Strömstads kallbadhus
Strömstads kallbadhus är ett kallbadhus i Strömstad. 

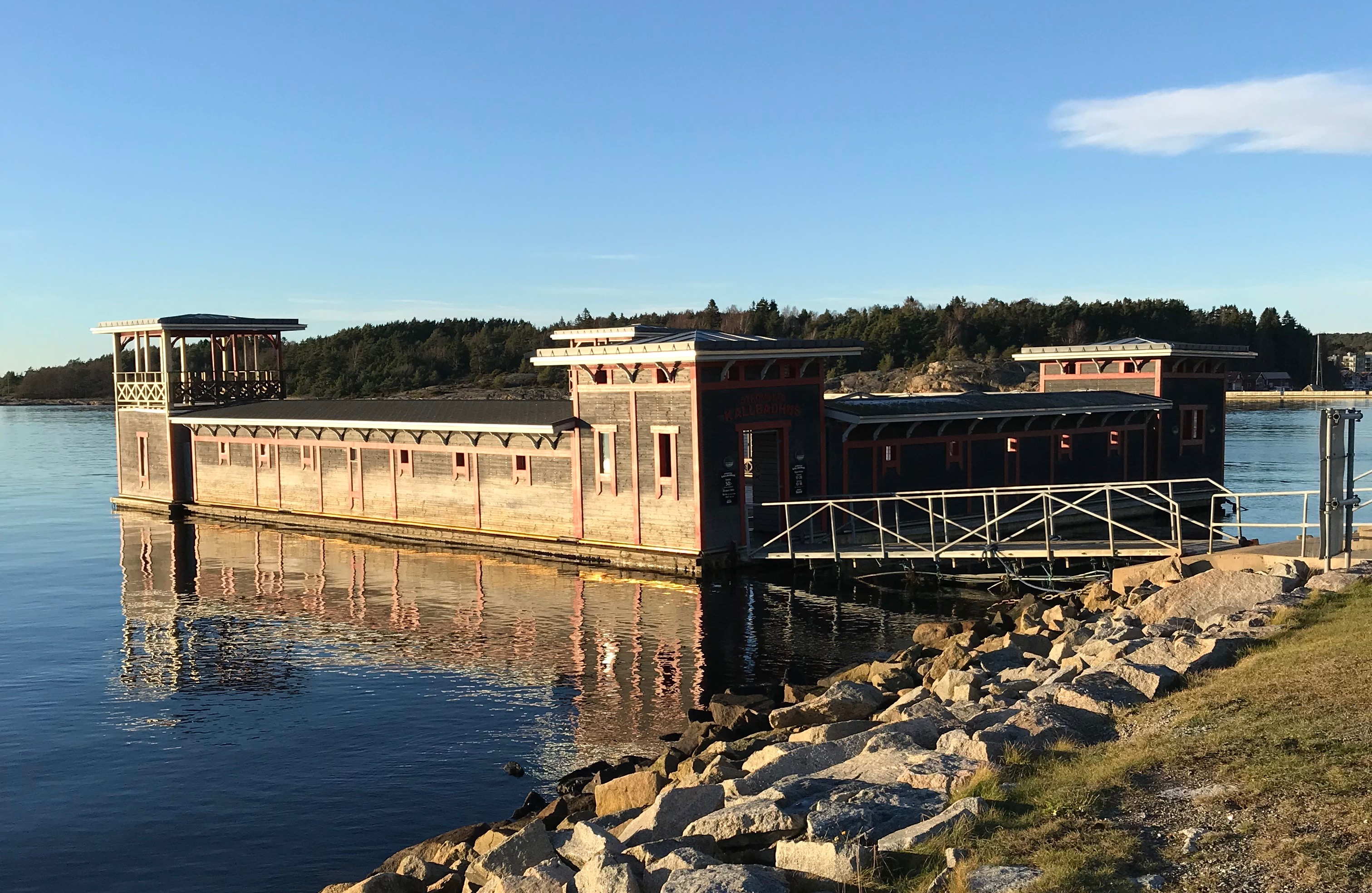
Strömstads kallbadhus, november 2017

Badet är ett flytande kallbadhus, vilket idag är ovanligt i Sverige. Runt sekelskiftet 1900 fanns flera flytande kallbadhus i landet, till exempel Norrköpings kallbadhus, Strömbadet i Stockholm, Badhusen på Skeppsholmen, Östhammars kallbadhus och kallbadhusen i Gustafsberg. De flytande kallbadhusen försvann successivt från Sverige under 1900-talets första hälft.
Badhuset invigdes 2005. Det har haft två föregångare i Strömstad: det första var verksamt under 1700-talet och placerat vid Bojarkilen, det andra var flytande och placerat i Södra hamnen på södra sidan av Laholmen och verksamt 1887–1967. 
Kallbadhuset ägs och drivs av Strömstads badanstalt.

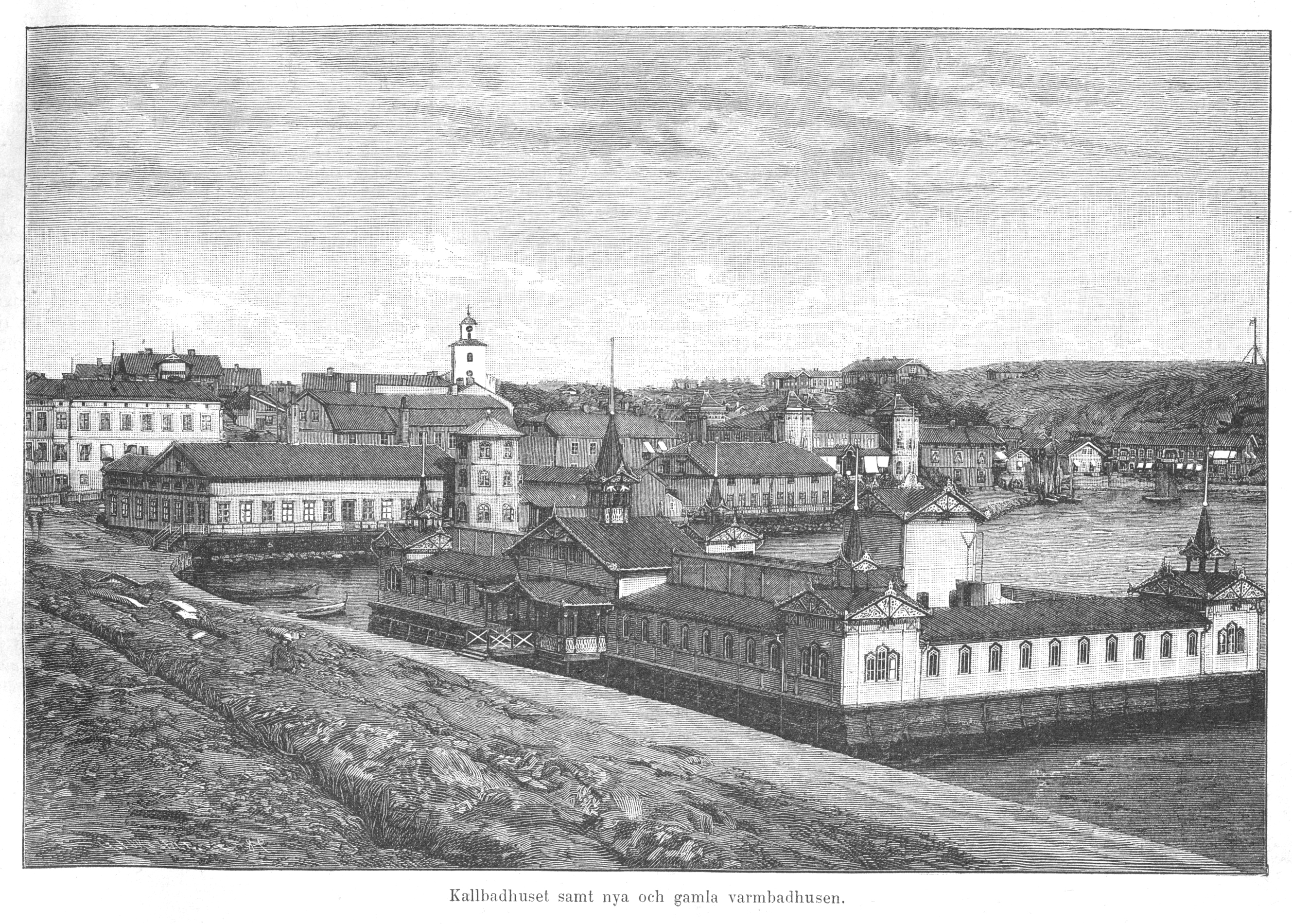
Kallbadhuset i Strömstad 1889